# チキ・ベギリスタイン
アイトール "チキ" ・ベギリスタイン・ムヒカ（Aitor "Txiki" Begiristain Mujika, 1964年8月12日 - ）は、スペイン・バスク州ギプスコア県オラベリア出身の元サッカー選手。元スペイン代表。現役時代のポジションはフォワード。出身地のバスク語で「小さい」を意味する「チキ(Txiki)」の愛称で親しまれた。
レアル・ソシエダとFCバルセロナでの活躍で多くの人々に知れ渡り、特に後者ではプリメーラ・ディビシオン4回、UEFAチャンピオンズカップ 1991-92を制する等8つの主要タイトルを獲得した。
スペイン代表としては、FIFAワールドカップとUEFA欧州選手権1988に出場した。引退後はサッカー界でディレクター職を務め、2003年から2010年6月までバルサのテクニカルディレクター、2012年10月からイングランド・プレミアリーグのマンチェスター・シティFCのフットボールディレクターに就任した。

## クラブ経歴

### レアル・ソシエダ
バスク自治州ギプスコア県オラベリアに生まれたベキリスタインは、1982年18歳の頃にレアル・ソシエダの下部組織からトップチームに引き上げられプロキャリアを始めた。最初の1982-83シーズンは、デビュー年ながらリーグ戦で16試合に出場し、ルイス・アルコナーダ、ロベルト・ロペス・ルファルテ、ホセ・マリア・バケーロ、ルイス・ロペス・レカルテらと共にジョン・トシャック監督の構想に不可欠な選手となった。レアルでのキャリアのハイライトは、1987年に2-2で引き分けPK戦の末勝利したコパ・デル・レイ決勝のアトレティコ・マドリード戦で2得点目を決め、自身初となるタイトル獲得に貢献した時だった。
1987-88シーズンは、リーグ, カップ戦でレアル・マドリードとFCバルセロナに敗れたことで優勝を逃し2位に終わった。それから、1ヶ月も経たないうちにバルセロナと同僚のバケーロ、ロペス・レカルテと共に契約を結んだ。

### バルセロナ
ホームにRCDエスパニョールを迎えたバルセロナダービーで得点を決め2-0で勝利した試合でデビューをし、UEFAカップウィナーズカップ決勝でUCサンプドリアを下し優勝したのが、シーズン最後の試合だった。リーグ戦38試合12得点、欧州カップ戦9試合2得点を記録。この年を皮切りに、ヨハン・クライフ率いるエル・ドリーム・チームの一員として数々のタイトルを獲得し、黄金期を築いていった。在籍7シーズンで公式戦出場300試合以上、リーグ戦で63得点を記録(1991年2月24日のレアル・バジャドリード戦とその2年後、1993年2月26日のレアル・サラゴサ戦でハットトリックを達成した)。
1991-92シーズンのチャンピオンズカップ決勝では出場はしなかったが、ベンチ入り、優勝を果たした。
1992-93シーズンはキャリア最高の15得点を挙げた。スーペルコパ・デ・エスパーニャで対戦したアトレティコ・マドリード戦では1stレグで2得点、2ndレグでも1得点を決めて優勝に貢献した。また同シーズンは最終節まで首位はレアル・マドリード、バルセロナは2位であった。その最終節のレアル・ソシエダ戦でサイドからの折り返しでストイチコフの決勝点をアシスト、レアル・マドリードがテネリフェと引き分けという結果になり、バルセロナは逆転で優勝を決め、このシーズンの優勝に重要な役割を果たした。翌1993-94シーズンはリーグ4連覇を果たし、UEFAチャンピオンズリーグでも決勝まで勝ち上がり、決勝のACミラン戦で先発出場し53分までプレーしたが、0-4と敗れ2度目の優勝を逃した。
1994年8月30日、スーペルコパ・デ・エスパーニャ、レアル・サラゴサ戦の2ndレグでは2得点を決めて優勝に貢献した。

### ラ・コルーニャ
1995年、バルサでのベキリスタインの重要性が徐々に失われていた（それでも、最後の2シーズンで44試合13得点を記録したが）ことにより、かつての同僚ジョン・トシャック監督とロペス・レカルテの2人の誘いに応じデポルティーボ・ラ・コルーニャに加入した。その後、2-1で勝利したスーペルコパ・デ・エスパーニャ第2戦、サンティアゴ・ベルナベウでのレアル・マドリード相手に得点を決め優勝に貢献した。
デポルでの最後のシーズンはわずか出場10試合だったものの、最終節のCFエストレマドゥーラ戦で決勝ゴールを決め、リーグ戦3位入賞に貢献した。

### 浦和レッズ
1997年、横浜マリノスが獲得に動いていたが、マリノスが獲得から手を引いたこともあって、J1の浦和レッドダイヤモンズへ移籍。在籍中は福田正博の得点をよくアシストした。1997年8月2日、Jリーグデビューから2試合目の横浜マリノス戦でJリーグ初ゴールを決めた。同年の8月30日の鹿島アントラーズ戦に先発出場、キャリア通算600試合出場を達成した。9月3日の名古屋グランパスエイト戦では移籍後初の2ゴールを決めて勝利に貢献した。翌1998年は9月5日のヴェルディ川崎戦でゴールを決め、リーグ戦キャリア通算100ゴールを達成するなど、リーグ戦では30試合9ゴールを記録、リーグ戦3位の成績に貢献した。1999年、9月22日のガンバ大阪戦での決勝ゴールが現役ラストゴールとなった。同年、11月27日、既に引退を決めている中、Jリーグ(J1)残留をかけて行われた、リーグ最終節のサンフレッチェ広島戦に先発出場し、54分までプレーしたのが現役最後の試合となった(チームは延長戦で勝利したが、90分以内の勝利ではなかったことから、チームは2部に降格が決定した)。

### ディレクター職
引退後は、カタルーニャ州に本部を置くカタルーニャテレビに勤め、2003年からバルセロナのディレクターに就任し、2010年6月29日にジェネラル・マネージャーのジョアン・オリベルから会長のジョアン・ラポルタの辞任とともに退任することが発表された。
2012年10月28日、イングランド・プレミアリーグのマンチェスター・シティにディレクターとして契約を結んだ。

## 代表経歴
1988年2月24日、マラガで行われ1-2で敗れたチェコスロバキアとの親善試合でスペイン代表デビューして以降、22試合6得点を記録した。
UEFA欧州選手権1988、1994 FIFAワールドカップの2大会に出場し、後者のベスト16スイス戦に途中出場からPKを決め3-0で勝利した試合が、代表最後となった。

## 所属クラブ
ユース
- セグラ
- エアソ
- サンセ
- レアル・ソシエダ 1980-1982

プロ
- レアル・ソシエダ 1982-1988
- FCバルセロナ 1988-1995
- デポルティーボ・ラ・コルーニャ 1995-1997
- 浦和レッドダイヤモンズ 1997.7-1999

## 個人成績
| 国内大会個人成績 | 国内大会個人成績 | 国内大会個人成績 | 国内大会個人成績 | 国内大会個人成績             | 国内大会個人成績 | 国内大会個人成績 | 国内大会個人成績 | 国内大会個人成績 | 国内大会個人成績 | 国内大会個人成績 | 国内大会個人成績 |
| 年度             | クラブ           | 背番号           | リーグ           | リーグ戦                     | リーグ戦         | リーグ杯         | リーグ杯         | オープン杯       | オープン杯       | 期間通算         | 期間通算         |
| 年度             | クラブ           | 背番号           | リーグ           | 出場                         | 得点             | 出場             | 得点             | 出場             | 得点             | 出場             | 得点             |
| スペイン         | スペイン         | スペイン         | スペイン         | リーグ戦                     | リーグ戦         | 国王杯           | 国王杯           | オープン杯       | オープン杯       | 期間通算         | 期間通算         |
| ---------------- | ---------------- | ---------------- | ---------------- | ---------------------------- | ---------------- | ---------------- | ---------------- | ---------------- | ---------------- | ---------------- | ---------------- |
| 1982-83          | ソシエダ         |                  |                  | 16                           | 0                |                  |                  |                  |                  |                  |                  |
| 1983-84          | ソシエダ         |                  |                  | 33                           | 3                |                  |                  |                  |                  |                  |                  |
| 1984-85          | ソシエダ         |                  |                  | 31                           | 5                |                  |                  |                  |                  |                  |                  |
| 1985-86          | ソシエダ         |                  |                  | 29                           | 1                |                  |                  |                  |                  |                  |                  |
| 1986-87          | ソシエダ         |                  |                  | 42                           | 9                |                  |                  |                  |                  |                  |                  |
| 1987-88          | ソシエダ         |                  |                  | 36                           | 5                |                  |                  |                  |                  |                  |                  |
| 1988-89          | バルセロナ       |                  |                  | 37                           | 12               |                  |                  |                  |                  |                  |                  |
| 1989-90          | バルセロナ       |                  |                  | 37                           | 10               |                  |                  |                  |                  |                  |                  |
| 1990-91          | バルセロナ       |                  |                  | 34                           | 6                |                  |                  |                  |                  |                  |                  |
| 1991-92          | バルセロナ       |                  |                  | 34                           | 7                |                  |                  |                  |                  |                  |                  |
| 1992-93          | バルセロナ       |                  |                  | 37                           | 15               |                  |                  |                  |                  |                  |                  |
| 1993-94          | バルセロナ       |                  |                  | 20                           | 7                |                  |                  |                  |                  |                  |                  |
| 1994-95          | バルセロナ       |                  |                  | 24                           | 6                |                  |                  |                  |                  |                  |                  |
| 1995-96          | デポルティーボ   |                  |                  | 33                           | 2                |                  |                  |                  |                  |                  |                  |
| 1996-97          | デポルティーボ   |                  |                  | 10                           | 2                |                  |                  |                  |                  |                  |                  |
| 日本             | 日本             | 日本             | 日本             | リーグ戦                     | リーグ戦         | リーグ杯         | リーグ杯         | 天皇杯           | 天皇杯           | 期間通算         | 期間通算         |
| 1997             | 浦和             | 10               | J                | 15                           | 4                | 2                | 0                | 2                | 0                | 19               | 4                |
| 1998             | 浦和             | 11               | J                | 30                           | 9                | 4                | 2                | 3                | 0                | 37               | 11               |
| 1999             | 浦和             | 11               | J1               | 16                           | 3                | 4                | 1                | 0                | 0                | 20               | 4                |
| 通算             | スペイン         | スペイン         |                  | \|\|\|\|\|\|\|\|\|\|\|\|\|\| |                  |                  |                  |                  |                  |                  |                  |
| 通算             | 日本             | 日本             | J1               | 61                           | 16               | 10               | 3                | 5                | 0                | 76               | 19               |
| 総通算           | 総通算           | 総通算           | 総通算           | \|\|\|\|\|\|\|\|\|\|\|\|\|\| |                  |                  |                  |                  |                  |                  |                  |

## 代表歴

### 試合数
- 国際Aマッチ 22試合 6得点（1988年-1994年）[25]

| スペイン代表 | 国際Aマッチ | 国際Aマッチ |
| 年           | 出場        | 得点        |
| ------------ | ----------- | ----------- |
| 1988         | 6           | 0           |
| 1989         | 2           | 1           |
| 1990         | 1           | 0           |
| 1991         | 1           | 0           |
| 1992         | 3           | 3           |
| 1993         | 4           | 1           |
| 1994         | 5           | 1           |
| 通算         | 22          | 6           |

## タイトル

### 選手時代
レアル・ソシエダ
- コパ・デル・レイ：1回（1986-87）
- スーペルコパ・デ・エスパーニャ：1回（1982）

FCバルセロナ
- プリメーラ・ディビシオン：4回（1990-91、1991-92、1992-93、1993-94）
- コパ・デル・レイ：1回（1989-90）
- スーペルコパ・デ・エスパーニャ：3回（1991、1992、1994）
- UEFAカップウィナーズカップ：1回（1988-89）
- UEFAチャンピオンズリーグ ：1回（1991-92）
- UEFAスーパーカップ：1回（1992）

デポルティーボ・ラ・コルーニャ
- スーペルコパ・デ・エスパーニャ：1回（1995）